# Mount Absalom
Mount Absalom är ett berg i Antarktis. Det ligger i Östantarktis. Argentina och Storbritannien gör anspråk på området. Toppen på Mount Absalom är 1 640 meter över havet.
Terrängen runt Mount Absalom är kuperad norrut, men söderut är den platt. Mount Absalom är den högsta punkten i trakten. Trakten är obefolkad. Det finns inga samhällen i närheten. 